# Scopula nigrolineata
Scopula nigrolineata là một loài bướm đêm trong họ Geometridae.